# Великий Сан-Паулу

Великий Сан-Паулу на мапі штату Сан-Паулу

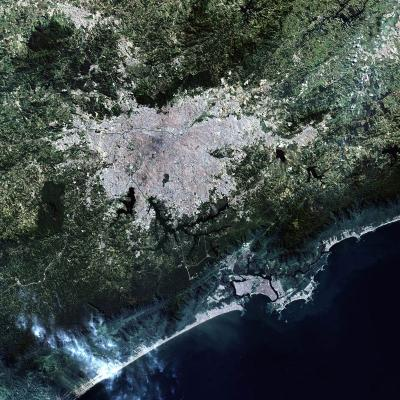
Великий Сан-Паулу з космосу

Великий Сан-Паулу (порт. Grande São Paulo) — неофіційно визначена міська агломерація навколо міста Сан-Паулу в Бразилії. За звичайним поділом містить 39 муніципалітетів штату Сан-Паулу загальним населенням 23,455,256 мешканців (за оцінками на 2017 рік) і площею 7 943 км²; середня щільність населення — 2953 /км². Зазвичай при такому поділі вважається п'ятою за повним населенням агломерацією у світі.
Оскільки Сан-Паулу розкинувся дуже широко, існує й інше визначення його агломерації, так звана «Загальна статистична зона» (Complexo Metropolitano Expandido), що включає Кампінас, Байшада-Сантіста та інші сусідні області і має населення у 29 млн мешканців.

## Склад агломерації
До агломерації входять такі муніципалітети:
1. Аружа
2. Баруері
3. Бірітіба-Мірін
4. Каєйрас
5. Кажамар
6. Карапікуїба
7. Котія
8. Діадема
9. Ембу
10. Ембу-Гуасу
11. Феррас-ді-Васконселус
12. Франсіску-Морату
13. Франку-да-Роша
14. Гуарарема
15. Гуарульюс
16. Ітапесеріка-да-Серра
17. Ітапеві
18. Ітакуакесетуба
19. Жандіра
20. Жукітіба
21. Майріпоран
22. Мауа
23. Можі-дас-Крузіс
24. Озаску
25. Пірапора-ду-Бон-Жезус
26. Поа
27. Рібейран-Піріс
28. Ріу-Гранді-да-Серра
29. Салезополіс
30. Санта-Ізабел
31. Сантана-ді-Парнаїба
32. Санту-Андре
33. Сузану
34. Сан-Бернарду-ду-Кампу
35. Сан-Каетану-ду-Сул
36. Сан-Лоренсу-да-Серра
37. Сан-Паулу
38. Табоан-да-Серра
39. Варжен-Гранді-Пауліста